# قلقاسنية
القلقاسنية (الاسم العلمي: Colocasia)، جنس حشرات عثية من فصيلة الليليات. وصف الجنس من قبل الممثل الألماني وعالم الحشرات فرديناند أوشسينهايمر.

## الأنواع
- Colocasia coryli (Linnaeus, 1758)
- Colocasia flavicornis (J. B. Smith, 1884)
- Colocasia propinquilinea (Grote, 1873)